# Ramiz Çovdarov
Ramiz Çovdarov (28 luglio 1990) è un giocatore di calcio a 5 azero.

## Carriera
Il 16 gennaio 2022 viene incluso nella lista definitiva dei convocati dell'Azerbaigian per il campionato europeo 2022.